# Denise Provost
Pour les articles homonymes, voir Provost.
Denise Provost (née Marie Lucie Denise Gisèle Vachon le 27 juillet 1926 à Montréal et morte le 24 janvier 1972) est une actrice québécoise.

## Biographie
Denise Vachon a épousé le comédien Guy Provost en 1948.

## Cinéma et télévision
- 1955 : Beau temps, mauvais temps (série télévisée) : Sœur Sainte-Scholastique
- 1958 : Les Mains nettes : Marguerite Courtemanche
- 1960 : Sous le signe du lion (série télévisée) : Clotilde Martin
- 1961 : Louis-Joseph Papineau: The Demi-God
- 1962 : La Balsamine (série télévisée) : Jacqueline Villeneuve
- 1966 : Le Misanthrope : Arsinoé
- 1969-1970 : Les Belles Histoires des pays d'en haut (série télévisée) : Darling Lady (La belle du Colorado)